# La casa che grondava sangue
La casa che grondava sangue (The House That Dripped Blood) è un film del 1971 diretto da Peter Duffell.

## Trama
In seguito alla misteriosa scomparsa di un attore, l'ispettore Holloway di Scotland Yard si reca sul posto per indagare. Incontratosi con gli agenti di polizia e con l'agente immobiliare della villa di campagna da dove è sparito l'attore, il detective apprende alcune strane storie occorse ai precedenti occupanti della dimora.
Il primo episodio racconto riguarda uno scrittore di nome Charles vittima di uno dei protagonisti uscito dai suoi racconti, Dominick. Charles abita con la moglie Alice e in seguito alle visioni di Dominick, negate dalla moglie stessa, inizierà un percorso insieme a uno psicologo. Dominick non ucciderà solo lo scrittore ma anche lo psicologo. Dominick si scoprirà essere Richard nonché l’amante di Alice con la quale aveva progettato la morte di Charles. Richard arriverà a uccidere anche Alice.
La seconda storia concerne due uomini in visita a un museo delle cere, Philip e Roger. Verranno attratti dalla bellezza di una donna, moglie del proprietario del museo che per preservare la sua bellezza ha deciso di imbalsamarla. Nonostante sia una statua, il proprietario del museo si ingelosisce dinnanzi allo stupore dei clienti nel vederla. Deciderà di uccidere e imbalsamare prima Rogers e in seguito Philip.
Il terzo racconto vede protagonista Reid, uomo vedovo, trasferitosi nella grande villa insieme alla sua piccola bambina, Jane. Reid decide di estraniarla dal resto del mondo e di educarla a casa tramite Ann. Quest’ultima scoprirà che la piccola in realtà è una strega capace di recar del male, tramite una bambola di cera, al proprio padre. La bambola finirà nel camino in preda alle fiamme e questo provocherà la morte immediata di Reid.
Il quarto episodio tratta dell’attore Paul. Questo decide di affittare per un breve periodo la villa, incoraggiato dalla collega Carla, in quanto si trova vicino al luogo delle riprese. Dovrà interpretare il ruolo di un vampiro e, per rendere più realistica la scena, decide di recarsi in un negozio dove acquista un mantello d'epoca appartenente a Von Hartmann (un vero vampiro) il proprietario della bottega. Paul scoprirà il segreto del mantello solo una volta indossato e verrà poi definitivamente trasformato in un reale vampiro tramite un morso datogli da Carla, diventata a sua volta vampiro.
L’ispettore Holloway, appresi i racconti, decide di raggiungere la villa verso mezzanotte e indagare. Qui troverà le bare che ospitano Paul e Carla. Riuscirà ad ammazzare Paul tramite un pugnale di legno ma si farà uccidere da Carla.